# GBU-10 Paveway II
GBU-10 Paveway II — американська авіаційна бомба з лазерним наведенням, створена на базі Mk 84, від неї відрізняється наявністю лазерної системи наведення та крилами для коригування траєкторії польоту. Уведена в експлуатацію у 1976 році, нині[коли?] стоїть на озброєнні в США та низці країн НАТО.

## Історія створення
Під час війни у В'єтнамі американці вперше в історії застосували бомби з лазерним наведенням Paveway. Війна показала високу ефективність таких боєприпасів і вони почали масово поступати на озброєння військово-повітряних сил США. Але до початку 1970-х років авіабомби Paveway І застаріли і уже не відповідали вимогам часу, тому для їх заміни була розроблена серія авіабомб Paveway ІІ. Перші випробування нових боєприпасів відбулися у 1974 році, за їх результатами в 1976-у Paveway ІІ були прийняті на озброєння. Серійне виробництво нових авіабомб розпочалося у 1977 році на заводах компанії Raytheon.

## Опис
GBU-10 створена на основі 2000-фунтової авіабомби Мk 84 з використанням системи лазерного наведення та крил для коригування траєкторії польоту. У порівнянні із боєприпасами серії Paveway I, нова авіабомба має ряд вдосконалень. У першу чергу значно збільшено чутливість головки самонаведення та збільшено кут її огляду на 30 %, а оптика ГСН і обтічник виконані з пластику, що дозволило знизити їх масу та здешевило виробництво. Захищеність каналу наведення була збільшена шляхом кодування лазерного випромінення. У GBU-10 менший час виходу батареї на робочий режим та більші кути відхилення рулів. Крім того вона має складні крила, що полегшує її транспортування.
Лазерна система наведення допомогла GBU-10 досягти високої точності влучання у ціль: максимальне відхилення від точки прицілювання не перевищує 6 метрів. Але вона може бути неефективна при несприятливих погодних умовах, як низька хмарність або туман, також наведення на ціль можна збити за допомогою димової завіси. Тому в листопаді 2005 року компанія Lockheed Martin почала модернізацію авіабомб серії Paveway II шляхом установки нової системи наведення DMLGB (Dual-Mode Laser Guided Bomb), яка поєднує наведення по лазерному променю із супутнико-інерціальною системою наведення. Ця модернізація дозволила GBU-10 вражати цілі за будь-яких погодних умов. Нова модифікація авіабомби отримала назву GBU-50/B.

## Варіанти
GBU-10 може використовувати три різні типи бойових частин:
Mk 84 — стандартна  боєголовка вагою 925 кг, маса вибухової речовини — 429 кг.
BLU-109/B — боєголовка проникного типу, призначена для знищення високозахищених наземних цілей, як бункери або підземні командні пункти. Основні відмінності — 240 кг бризантної вибухової речовини та міцна сталева оболонка вагою 874 кг.
BLU-117/B — в цілому аналогічна  Mk 84, але відрізняється від неї більш товстими стінками та використанням термічно нечутливої вибухівки PBXN-109. Єдиний її користувач — американські військово-морські сили.
Модифікація GBU-10, в якій наведення по лазерному променю доповнене супутнико-інерціальною системою наведення має позначення GBU-50/B, але більш відомою є неофіційна назва EGBU-10.

## Бойове застосування

### Перше застосування. Війна в Перській затоці
Уперше авіабомби GBU-10 були застосовані в ніч з 14 на 15 квітня 1986 року під час американського авіаудару по Лівії. Ними були озброєні 12 бомбардувальників F-111F, які успішно знищили казарми лівійської армії і тренувальний табір терористів.
Першим масштабним конфліктом, де широко застосовувалися GBU-10 стала війна в Перській затоці. Основними цілями для неї були мости, тактичні ракетні установки, бункери та вузли зв'язку. Всього під час конфлікту літаки американських військово-повітряних сил застосували 2637 GBU-10, при цьому 78% із них успішно вразили цілі. Найчастіше GBU-10 несли бомбардувальники F-111 (1/3 скинутих бомб), також досить часто їх застосовували багатоцільові винищувачі F-15E. Саме екіпажу F-15E вдалося за допомогою GBU-10 знищити в повітрі іракський Мі-24. Це трапилося 14 лютого 1991 року, коли пара "ударних орлів" із 335-ї винищувальної ескадрильї була направлена на допомогу групі спецпризначення. Після прибуття на місце, вони помітили 5 іракських вертольотів, які атакували спецназівців. Ведучий екіпаж взяв на приціл Мі-24, що приземлився для висадки десанту і випустив по ньому GBU-10. У той же час вертоліт почав злітати, але коли він уже перебував на висоті 240 м бомба все ж таки влучила і знищила Мі-24.

### Югославія
GBU-10 активно застосовувалися американськими ВПС під час операції "Обдумана сила" в 1995 році. Серед усіх боєприпасів, які використовували союзники, вони застосовувалися найчастіше. Всього протягом операції було скинуто 303 GBU-10, із них на позиції боснійських сербів —252. Інші авіабомби були скинуті екіпажами F-16-тих в Адріатичне море  через те, що погодні умови в районі цілі не давали можливості їх застосувати. Основними носіями GBU-10 під час конфлікту були F-15E та багатоцільові винищувачі F-16C.
Активно використовувались GBU-10 і під час іншої конфлікту на Балканах, а саме — військової кампанії НАТО проти Югославії. Застосування GBU-10 ускладнювалося через часті тумани та низьку хмарність: під час операції тільки 24 із 78 днів мали сприятливі для нанесення авіаударів погодні умови. Через це основною високоточною зброєю американської авіації в конфлікті стали бомби класу JDAM, яким на відміну від боєприпасів з лазерним наведенням не заважали ні туман, ні низька хмарність. Якщо під час операції в Боснії GBU-10 використовували тільки американці, то тепер і їх союзники по НАТО, у першу чергу бельгійці та голландці. Наприклад, за час конфлікту бельгійські F-16 за допомогою бомб GBU-10 та GBU-12 знищили на землі три югославських винищувача МіГ-29, при цьому підсвічування цілей для них здійснювали голландські літаки.

### Війна в Афганістані
Ще одним конфліктом де застосовувалися GBU-10 стала війна в Афганістані. Але на відміну від попередніх військових кампаній, які проводили США, GBU-10 стала використовувались значно рідше. Так, під час операції проти режиму талібів американські ВПС скинули на цілі противника тільки 13 GBU-10, для порівняння за той же період вони використали 4592 високоточних авіабомби GBU-31. Таліби часто розміщували свої бази у гірських печерах, що значно утруднювало їх знищення. Наприклад під час однієї із операцій проти сил талібів на кордоні з Пакистаном у грудні 2001 року, скинуті GBU-10 так і не змогли завдати шкоди об'єктам противника, що знаходилися в печерах. Для їх знищення американцям довелося застосувати спеціальні авіабомби GBU-28. Після повалення Талібану і переходу до партизанської війни, GBU-10 використовувалися для нанесення точкових авіаударів по терористах та об'єктах їхньої інфраструктури. Але через недостовірність розвідувальних даних та помилки пілотів такі авіаудари нерідко ставали причиною жертв серед мирного населення.

### Війни в Іраку та Лівії. Інші епізоди
Під час операції "Іракська свобода" весною 2003 року американські літаки скинули 236 авіабомб GBU-10, що склало 1,2% від загальної кількості високоточних боєприпасів використаних американською авіацією. GBU-10 застосовувались, переважно, для знищення укріплених наземних і підземних цілей.
GBU-10 широко використовувалася канадськими військово-повітряними силами під час операції в Лівії. Основними цілями для них були бронетехніка, позиції артилерії, склади постачання та ракетні установки військ Каддафі.
У вересні 2013 року американські ВПС у Мексиканські затоці провели випробування GBU-10 проти швидкісних катерів, які часто використовуються морськими піратами. Бомба скинута з бомбардувальника В-1В змогла успішно знищити невеликий моторний човен, що рухався з високою швидкістю.

## Літаки-носії
Бомбардувальники:
- Boeing B-52 Stratofortress
- General Dynamics F-111 Aardvark
- Lockheed F-117 Nighthawk

Винищувачі та винищувачі-бомбардувальники:
- McDonnell Douglas F-4 Phantom II
- Grumman F-14 Tomcat
- McDonnell Douglas F-15E Strike Eagle
- General Dynamics F-16 Fighting Falcon
- McDonnell Douglas F/A-18 Hornet
- Boeing F/A-18E/F Super Hornet
- Lockheed Martin F-35 Lightning II
- British Aerospace Sea Harrier
- Saab JAS 39 Gripen
- Panavia Tornado
- Eurofighter Typhoon

Штурмовики:
- Douglas A-4 Skyhawk
- Grumman A-6 Intruder
- Ling-Temco-Vought A-7 Corsair II
- Fairchild-Republic A-10 Thunderbolt II
- McDonnell Douglas AV-8B Harrier II
- British Aerospace Harrier II

## На озброєнні
Австралія 
- Королівські військово-повітряні сили Австралії

 Бахрейн 
- Королівські військово-повітряні сили Бахрейну[en]

 Бельгія 
- Повітряний компонент Збройних сил Бельгії

 Велика Британія 
- Королівські військово-повітряні сили Великої Британії

 Єгипет 
- Військово-повітряні сили Єгипту[en]

 Греція 
- Військово-повітряні сили Греції

 Ізраїль 
- Повітряні сили Ізраїлю

 Іран 
- Військово-повітряні сили Ісламської Республіки Іран

 Іспанія 
- Військово-повітряні сили Іспанії

 Нідерланди 
- Королівські військово-повітряні сили Нідерландів

 Норвегія 
- Королівські повітряні сили Норвегії

 Марокко 
- Королівські військово-повітряні сили Марокко[en]

 ОАЕ 
- Військово-повітряні сили ОАЕ[en]

 Оман 
- Королівські військово-повітряні сили Оману[en]

 Пакистан 
- Військово-повітряні сили Пакистану

 Південна Корея 
- Військово-морські сили Республіки Корея

 Польща 
- Військово-повітряні сили Польщі

 Саудівська Аравія 
- Повітряні сили Саудівської Аравії

 Сінгапур 
- Військово-повітряні сили Республіки Сингапур[en]

 Тайвань 
- Військово-повітряні сили Республіки Китай

 США 
- Військово-повітряні сили США
- Військово-морські сили США
- Авіація Корпусу морської піхоти США[en]

 Туреччина 
- Повітряні сили Туреччини

## Характеристики
- Довжина: 4,368 м
- Діаметр: 0,457
- Вага: 1163 кг
- Бойова частина: Mk.84 або BLU-109
- Детонатор: FMU-81N/T
- КВВ: 9 м
- Дальність: 14,8 км при висоті скидання 9450 м